# Strzepowo
Strzepowo (deutsch Strippow) ist ein Dorf in der Woiwodschaft Westpommern in Polen. Es gehört zur Gmina Będzino (Gemeinde Alt Banzin) im Powiat Koszaliński (Kösliner Kreis).

## Geographische Lage
Das Dorf liegt in Hinterpommern, etwa 9 Kilometer südwestlich von Będzino (Alt Banzin), 21 Kilometer westlich von Koszalin (Köslin) und 120 Kilometer nordöstlich der regionalen Metropole Stettin.

## Geschichte

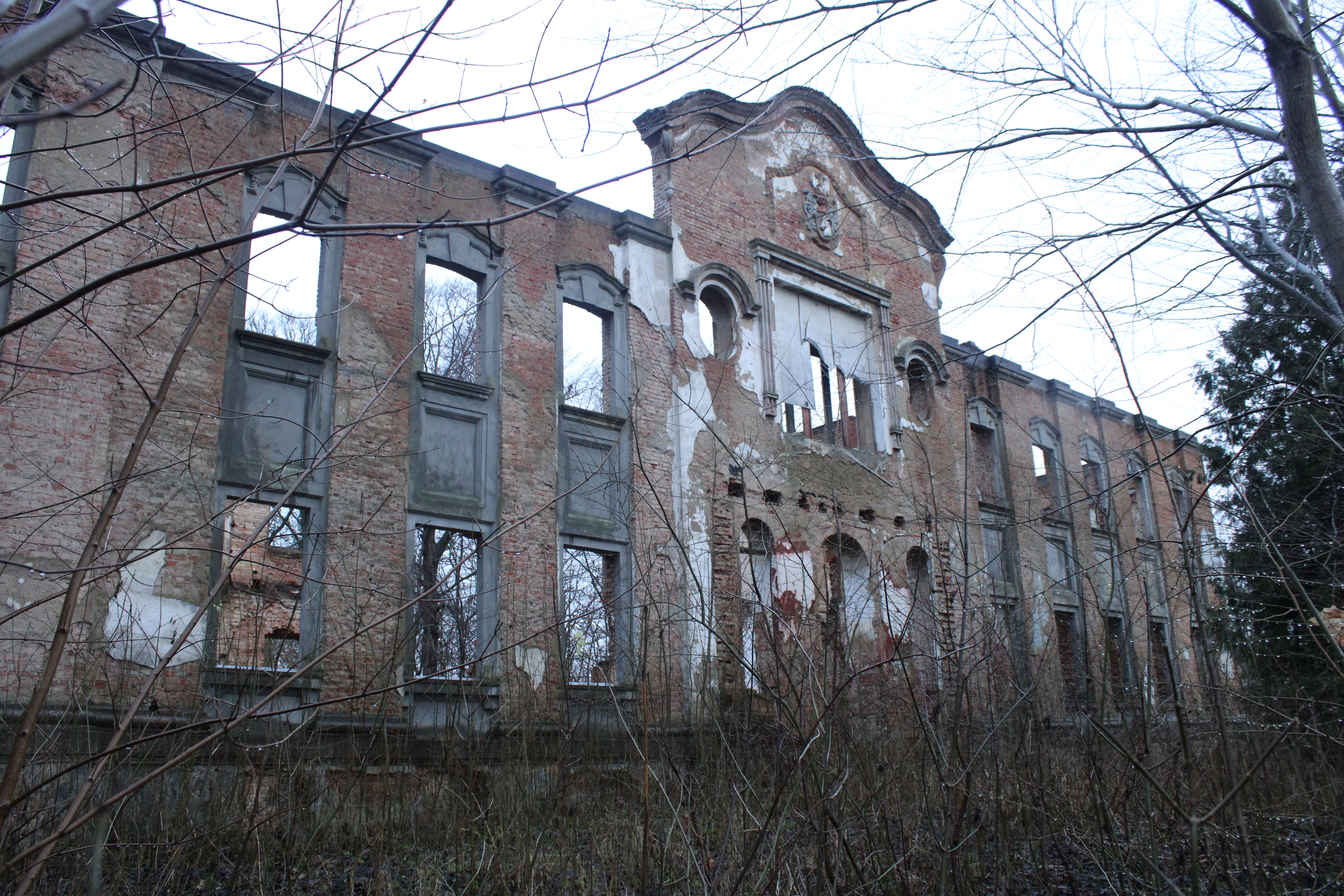
Ruine des Herrenhauses (2021), am Giebel das Wappen der Familie von Blanckenburg

Das Rittergut Strippow war ursprünglich  ein altes Lehen der Familie Kameke; um 1784 war der Finanz-, Kriegs- und Domänenrat Alexander Friedrich von Kameke der Besitzer. Zu diesem Zeitpunkt gab es in dem Gutsbezirk drei Vorwerke, zehn Bauern, fünf Halbbauern und insgesamt 44 Feuerstellen (Haushalte). Im Jahr 1788 wurde das Gut an einen Dompropst verkauft; seit 1813 befand es sich im Besitz der Familie von Blanckenburg. Um 1820 hatte der Gutsbezirk etwa 300 Einwohner. Vor dem Zweiten Weltkrieg war Strippow ein Rittergut und Kirchdorf im Landkreis Köslin der Provinz Pommern. Während des Zweiten Weltkriegs befand sich ab 1939 in dem Dorf ein Kriegsgefangenenlager für zuerst polnische und später sowjetische Kriegsgefangene. Am 2. März 1945 flüchtete die Dorfbevölkerung vor der herannahenden Front, wurde aber von dieser überrollt und kehrte daher größtenteils zurück, am 4. März besetzten sowjetische Soldaten das Dorf. In der Folgezeit kam es zu Erschießungen, Plünderungen und Vergewaltigungen. Das Gut und die Bauernhöfe gingen in polnischen Besitz und schließlich wurde der Ort Teil Polens. Strzepowo ist heute ein Teil der Gmina Będzino in der polnischen Woiwodschaft Westpommern.

## Kirchspiel
Das Dorf Strippow hatte eine Mutterkirche, die zur Kösliner Synode gehörte; eingepfarrt war das Nachbardorf Strachmin.